# Єлена Станівук
Єлена Станівук (нар. 17 лютого 1988) — колишня боснійська тенісистка.
Найвищу одиночну позицію світового рейтингу — 706 місце досягла 30 липня 2007, парну — 544 місце — 29 травня 2006 року.
Здобула 2 парні титули туру ITF.

## Фінали ITF

### Парний розряд: 5 (2–3)
| Легенда          |
| ---------------- |
| Турніри $100,000 |
| Турніри $75,000  |
| Турніри $50,000  |
| Турніри $25,000  |
| Турніри $10,000  |

| Фінали за покриттям |
| ------------------- |
| Тверде (0–0)        |
| Ґрунт (2–3)         |
| Трава (0–0)         |
| Килим (0–0)         |

| Результат | Ранг | Дата           | Турнір                           | Покриття | Партнерка       | Суперниці                          | Рахунок             |
| --------- | ---- | -------------- | -------------------------------- | -------- | --------------- | ---------------------------------- | ------------------- |
| Перемога  | 1.   | 22 травня 2005 | ITF Задар, Хорватія              | Ґрунт    | Йосипа Бек      | Bernadetta Birkas Sayaka Yoshino   | 6–0, 6–0            |
| Перемога  | 2.   | 13 травня 2006 | ITF Мостар, Боснія і Герцеговина | Ґрунт    | Ані Міячика     | Каролина Йованович Полона Ребершак | 6–7(0), 7–6(4), 6–4 |
| Поразка   | 1.   | 21 травня 2006 | ITF Задар, Хорватія              | Ґрунт    | Полона Ребершак | Йосипа Бек Ані Міячика             | 4–6, 6–2, 1–6       |
| Поразка   | 2.   | 1 квітня 2007  | ITF Дубровник, Хорватія          | Ґрунт    | Mirna Marinović | Каролина Йованович Наташа Зорич    | 1–5 ret.            |
| Поразка   | 3.   | 13 травня 2007 | ITF Мостар, Боснія і Герцеговина | Ґрунт    | Діяна Стоїч     | Елена Пйоппо Gabriella Polito      | 2–6, 4–6            |

## Junior career
Stanivuk has a career-high ITF juniors ranking of 482, досягнута 29 березня 2005.

### ITF Junior Circuit finals
| Великий Шлем |
| Категорія GA |
| Категорія G1 |
| Категорія G2 |
| Категорія G3 |
| Категорія G4 |
| Категорія G5 |

#### Парний розряд (0–1)
| Результат | Дата           | Турнір         | Grade | Покриття | Партнерка       | Суперниці                    | Рахунок       |
| --------- | -------------- | -------------- | ----- | -------- | --------------- | ---------------------------- | ------------- |
| Поразка   | 7 вересня 2003 | Блед, Словенія | G5    | Ґрунт    | Anja Mihaldinec | Andrea Hadziev Mateja Horvat | 4–6, 6–7(3–7) |

## Гра за національну збірну

### Кубок Федерації
Stanivuk made her Кубок Біллі Джин Кінг debut for Боснія і Герцеговина in 2012, while the team was competing in the Europe/Africa Zone Group I.

#### Fed Cup (1–3)
| Участь у матчах груп            |
| ------------------------------- |
| Світова група (0–0)             |
| Плей-оф Світової групи (0–0)    |
| Світова група II (0–0)          |
| Плей-оф світової групи II (0–0) |
| Europe/Africa Group (1–3)       |

| Матчів за покриттям |
| ------------------- |
| Тверде (1–3)        |
| Ґрунт (0–0)         |
| Трава (0–0)         |
| Килим (0–0)         |

| Матчів за розрядом     |
| ---------------------- |
| Одиночний розряд (0–1) |
| Парний розряд (1–2)    |

| Закритий/відкритий корт |
| ----------------------- |
| Закритий корт (0–0)     |
| Відкритий корт (1–3)    |

#### Одиночний розряд (0–1)
| Розіграш                                | Стадія | Дата          | Місце          | Супротивник | Покриття | Суперниця       | W/L | Рахунок  |
| --------------------------------------- | ------ | ------------- | -------------- | ----------- | -------- | --------------- | --- | -------- |
| 2012 Fed Cup Europe/Africa Zone Group I | Пул B  | 1 лютого 2012 | Ейлат, Ізраїль | Sweden      | Тверде   | Софія Арвідссон | L   | 1–6, 0–6 |

#### Парний розряд (1–2)
| Розіграш                                | Стадія | Дата          | Місце          | Супротивник | Покриття | Партнерка     | Суперниці                        | W/L | Рахунок       |
| --------------------------------------- | ------ | ------------- | -------------- | ----------- | -------- | ------------- | -------------------------------- | --- | ------------- |
| 2012 Fed Cup Europe/Africa Zone Group I | Пул B  | 1 лютого 2012 | Ейлат, Ізраїль | Sweden      | Тверде   | Ясмина Тиньїч | Софія Арвідссон Юганна Ларссон   | L   | 2–6, 3–6      |
| 2012 Fed Cup Europe/Africa Zone Group I | Пул B  | 2 лютого 2012 | Ейлат, Ізраїль | Греція      | Тверде   | Ясмина Тиньїч | Десіпна Папаміхаїл Марія Саккарі | W   | 6–4, 5–7, 6–0 |
| 2012 Fed Cup Europe/Africa Zone Group I | Пул B  | 3 лютого 2012 | Ейлат, Ізраїль | Hungary     | Тверде   | Ясмина Тиньїч | Тімеа Бабош Река Луца Яні        | L   | 1–6, 4–6      |